# デレック・ガードナー
デレック・ガードナー（Derek Gardner 、1931年9月19日 - 2011年1月7日）は、イギリス人の自動車技術者。1970年代、F1ティレルチームの創設時に最初のマシン001を設計、以降の開発で同チームを一流のコンストラクターに押し上げた。彼がデザインした6輪車P34は、モータースポーツ史上最も独創的な発明の一つである。

## プロフィール

### レース界へ
1960年代にオートマチック変速機の設計に携わっていたガードナーの転機は1967年、フォーミュラカーの4輪駆動システムを手掛けていたファーガソン・リサーチ社に招かれたことだった。当時、フォーミュラ1ではロータスやマトラ、マクラーレンが4輪駆動の可能性を探っており、ガードナーが初めてレースに関わるきっかけとなった。
同じ頃、マトラが自社チームの他にフォードDFVエンジンを使うセミワークスチームを立ち上げ、その監督として1968年からF1参戦の機会を得たケン・ティレルは、F2時代共に戦ったジャッキー・スチュワートを再び起用、翌1969年シーズンには年間優勝を獲得した。だが、マトラは事情によりフォードとのプロジェクトを終了させざるを得なくなった。スチュワートはマトラをテストしたが、DFVエンジンのほうが優れていたため、ティレルは勝てるパッケージを作るべく自身のF1チームを立ち上げることを決意、自製マシンの設計者として、ガードナーに白羽の矢を立てた。その頃ガードナーは成績が思わしくないマトラのワークスチームで駆動系の仕事をしていたが、車体の設計となると経験が無いに等しかった。1970年当時は、ロータス黄金期を築いたモーリス・フィリップ（英国が威信を懸けたジェット旅客機コメットの設計に携わっていた）や、マーチの立ち上げに参画したロビン・ハード（超音速旅客機コンコルドの設計に関わった）など、F1マシンの設計者には航空力学のスペシャリストが名を連ねており、片や、足回りの技術屋あがりで、失うものが無かったガードナーは、この仕事を引き受けると自宅へこもってティレル1号車の設計に没頭し、300km離れたサリーのティレルのファクトリーを往復する日々を送った。

### 成功

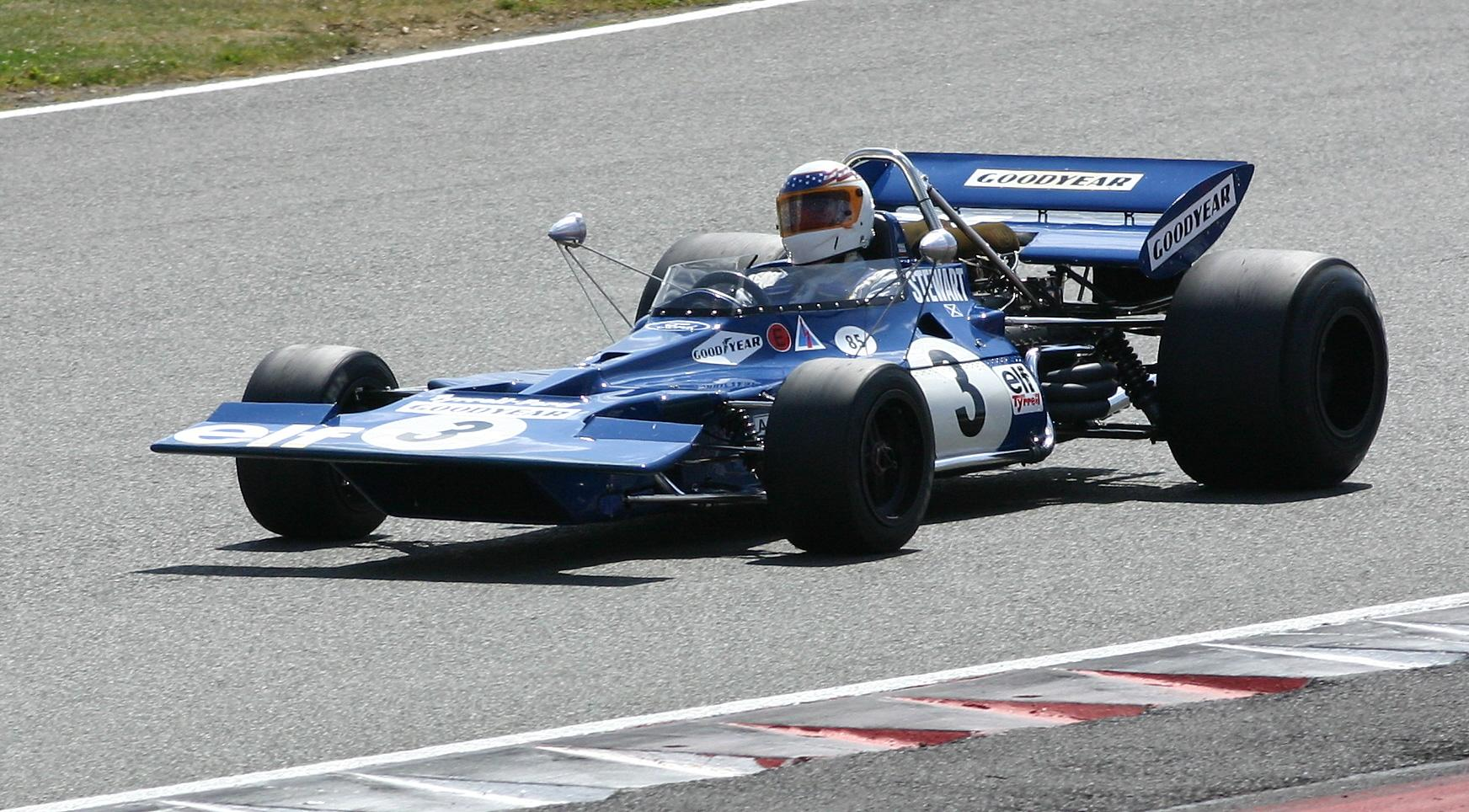
ティレル001

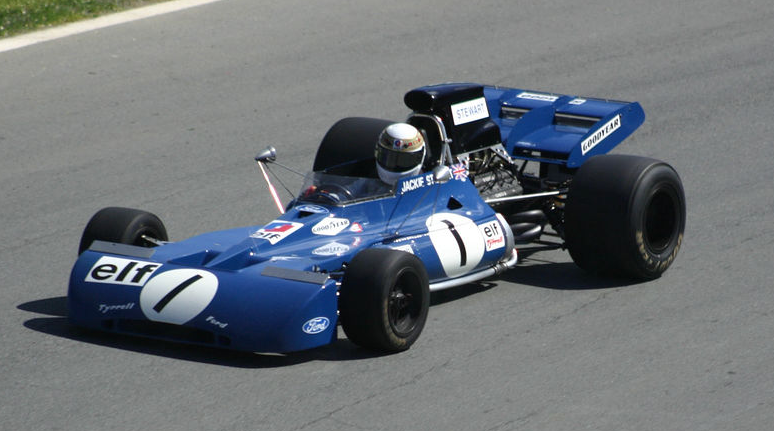
ティレル003

1970年8月、イギリスのオールトン・パークでシーズンの合間に行なわれたノンタイトルレースのInternational Gold Cupで、それまでマーチ701を使って参戦していたティレルのパドックに、 フロントウイングを高く掲げた、見慣れないマシンが現われた。こうしてシェイクダウンされたティレル001は、スチュワートのドライブでいきなりこのレースの最速ラップを記録、翌月の本格参戦となるカナダGPでポールポジションを奪い、次のアメリカGPでは2番グリッドからトップを独走しレースの3分の2を支配するなど驚異の走りを見せ、ガードナーの設計の確かさが実証されるデビューとなった。
翌1971年シーズンは、まさにスチュワートとガードナーのための年であった。スチュワートのドライブによりスペインGPで初優勝、モナコGPはポールから最速ラップを記録し優勝と完全制覇。その後、より空気抵抗を抑えるためスポーツカーノーズを採用し、エンジン上部にインダクションポッドを備えた003を投入すると、予選・決勝を通じてシーズンを圧倒、セカンドドライバーのフランソワ・セベールも最終戦で初優勝し、シーズン計8勝でスチュワートにとって2度目の、ティレルチームでは初のドライバーズタイトルを獲得、セベールも同3位となる。コンストラクターズタイトルに至っては名門ロータスやフェラーリに大差をつけて初制覇し、ガードナーは一躍レース界のトップデザイナーとなった。
翌年こそロータス72とエマーソン・フィッティパルディが好調で、ティレルはタイトルを逃したものの年間2位、そして迎えた1973年は006を駆るスチュワートが5勝して再びチャンピオンとなった。スチュワートは通算100戦目と年間王者を花道に引退を決めていたが、その最終戦アメリカGPでチームメイトのセベールが予選中に事故死、原因はマシントラブルではなくコントロールミスと言われているが、失意に暮れたチームは欠場を決め、スチュワートは決勝に出走しないまま引退した。

### プロジェクト34

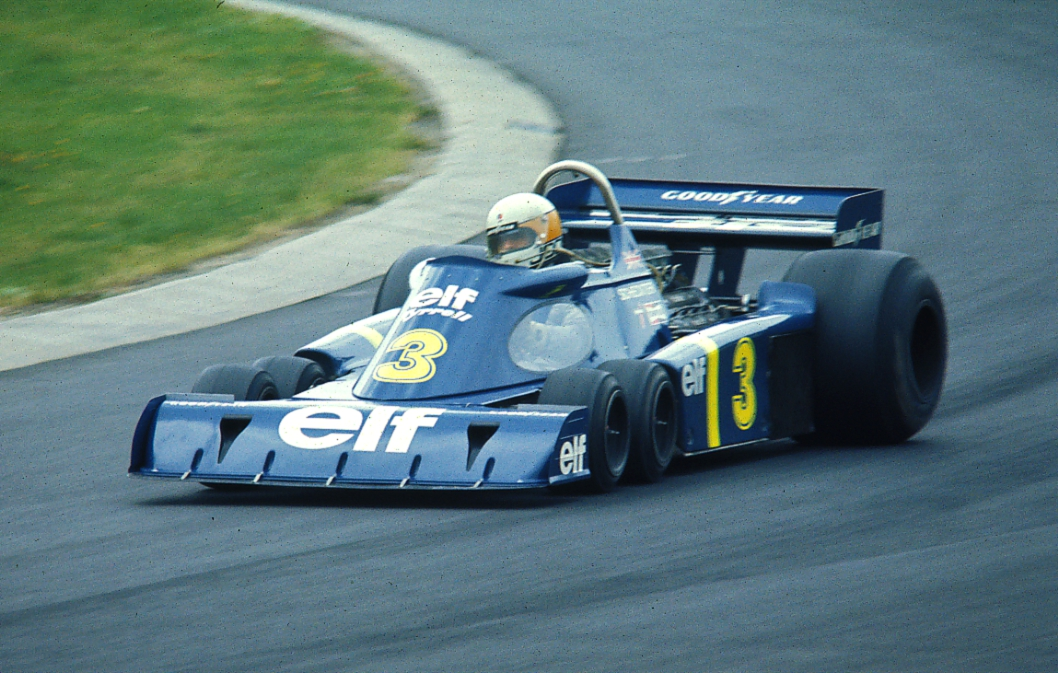
P34 (1976年仕様車)

1974年、ドライバーの顔ぶれが一新し、マシンもウイングノーズが新鮮な印象の007に代わると、新エースのジョディ・シェクターがチームの地元イギリスGPで勝利するなど年間2勝を上げた。007はコンペティティブであったものの、他チームの開発ペースは速く、ティレルチームの勢いは昨年までのそれに程遠かった。この頃、ガードナーは自ら温めていた起死回生のアイデアをいよいよ実現するべく動き出していた。
ガードナーは001の設計当初から、タイヤの空気抵抗の大きさに当惑していた。かつてレースに関わるきっかけとなったフォーミュラカーの4WDの仕事の傍ら、彼はファーガソン・リサーチ社でヘリコプターやホバークラフトの図面をいくつも見ていたので、むき出しのタイヤの処遇を考え直さない限り4WDすら無駄だと思ったほどだった。そのひとつの答えが003のフロントタイヤを覆う、平滑なサーフェスを持ったスポーツカーノーズだったが、それでも足りないと感じたガードナーは、タイヤ自体を小さくしたらどうかと思案していた。しかし径を小さくするとマシンに必要なグリップが得られない。そこで彼は図面上の小さく描かれたタイヤの隣にもうひとつ、同じ小径のタイヤを並べて描き足した。6輪車が誕生した瞬間である。
この斬新を通り越した奇抜なアイデアは、プロジェクト34と名付けられ、開発は秘密裏に進行した。そして1975年9月22日、ロンドン・ヒースロー空港ホテルの発表会場に集められた報道陣は、目の前の事態をうまく把握できずに声を失った。ベールの下から現われたティレルの新型車には、前輪が4つあったからだ。
世間の嘲笑と好奇の眼差しとは裏腹に、6輪車P34は確かな戦闘力を秘めており、最初この奇をてらったアイデアに難色を示したシェクターに比べて、チームメイトのパトリック・デパイユはマシンをテストするなり好感触を得ていた。実際は空気抵抗の利点以上に、前4輪でのブレーキングがコーナーを深く攻めるのに適していたのだ。実力が知れるのに大して時間はかからず、P34は1976年シーズンのデビュー4戦目にあたるスウェーデンGPでポールポジションから初優勝を1・2フィニッシュで飾り、その後もドイツGPまでの3戦と、北米2連戦に続いて最終戦の日本でも2位に入り、この年P34が出走した13戦中8戦で2位以上に入賞、コンストラクターズタイトル3位を記録した。
しかし翌年の改良型P34は、重量配分のバランスの悪さが決定的であり、加えてタイヤ開発の滞りによるグリップ不足もレースを追う毎に深刻化した。グリップを補う前輪ワイドトレッド化や、加重を考えたノーズへのオイルクーラーの配置変更も成績を上向かせるほどの効果はなく、第16戦カナダGPの2位を最高として見せ場のないシーズンとなった。この年をもってティレルはP34での参戦を終了し、同時にガードナーはティレルチームを離脱した。

### 決別
1977年7月、ティレルチームはガードナーの放出を発表、後任にはロータスを離脱後パーネリのプロジェクトを経て、当時コパスカーの技術顧問をしていたモーリス・フィリップが就き、008以降の設計にあたることになった。ガードナーの移籍先は他チームではなく、ボルグワーナー社のトランスミッションと研究部門の主任というポストだった。「足回り屋」として古巣の駆動系の開発へと戻り、その後彼は2度とフォーミュラカーを設計することはなかった。

## 関連事項
- F1世界選手権の歴史
- ティレル・P34